# Dolichos ungoniensis
Dolichos ungoniensis är en ärtväxtart som beskrevs av Hermann August Theodor Harms. Dolichos ungoniensis ingår i släktet Dolichos och familjen ärtväxter. Inga underarter finns listade i Catalogue of Life.